# Stara Gąska
Stara Gąska (prononciation : [ˈstara ˈɡɔ̃ska]) est un village polonais de la gmina de Stanin dans le powiat de Łuków de la voïvodie de Lublin dans l'est de la Pologne.
Il se situe à environ 5 kilomètres au sud-est de Stanin (siège de la gmina), 15 kilomètres au sud-ouest de Łuków (siège du powiat) et 69 kilomètres au nord de Lublin (capitale de la voïvodie).
Le village comptait approximativement une population de 155 habitants en 2015.

## Histoire
De 1975 à 1998, le village est attaché administrativement à l'ancienne voïvodie de Siedlce.
Depuis 1999, il fait partie de la nouvelle voïvodie de Lublin.